# Время желаний
«Время желаний» — советский фильм, снятый на киностудии «Мосфильм» в 1984 году, последняя работа кинорежиссёра Юлия Райзмана. Удостоен Государственной премии РСФСР имени братьев Васильевых за 1986 год.

## Сюжет
События происходят в СССР, в 1980-х годах. Светлана Васильевна (Вера Алентова) — энергичная женщина в возрасте 40+, привыкшая добиваться целей, которые она себе поставила в жизни. Светлана поменяла много мест работы, ныне она косметолог в салоне красоты; вполне устроена, так как умеет найти подход, договориться с нужными людьми. Её очередное желание — выйти замуж за «творческого, интеллигентного» человека (её бывший сожитель оказался женатым, грубым, невоспитанным человеком, вымогавшим у Светланы деньги). Светлана ищет знакомств в санаториях творческих союзов, но безрезультатно. Подруга Мила знакомит её с композитором Николаем Николаевичем (Владислав Стржельчик) и с немолодым, но воспитанным, интеллигентным мелким чиновником Владимиром Дмитриевичем Лобановым (Анатолий Папанов). Владимир Дмитриевич шесть лет назад овдовел, у него взрослый сын. Светлана выбирает Лобанова и соглашается выйти за него замуж.
После свадьбы Светлана уходит с работы и начинает распоряжаться судьбой и карьерой Владимира Дмитриевича, тогда как он всего только хотел спокойного семейного счастья с любимой женщиной. Используя новые связи, Светлана готовится к выгодному обмену квартиры, продаже дачи, устраивает сына Владимира Дмитриевича на престижную работу за границей, добивается (вопреки желанию Владимира Дмитриевича) повышения его самого по должности. Однако на более ответственной (судя по появлению персональной автомашины) работе Владимир Дмитриевич испытывает больше стрессов и умирает от сердечного приступа.

## В ролях
| Актёр                | Роль                                  |
| -------------------- | ------------------------------------- |
| Вера Алентова        | Светлана Васильевна                   |
| Анатолий Папанов     | Владимир Дмитриевич Лобанов           |
| Татьяна Егорова      | Мила подруга Светланы                 |
| Владислав Стржельчик | композитор Николай Николаевич         |
| Алексей Михайлов     | Валентин бывший сожитель Светланы     |
| Владимир Антоник     | Дима сын Владимира Дмитриевича        |
| Станислав Житарев    | врач Лёша Еремеев                     |
| Людмила Стоянова     | Лидия подруга Светланы                |
| Эдуард Изотов        | Олег Иванович начальник Лобанова      |
| Борис Иванов         | Андрей Сергеевич давний друг Лобанова |
| Зоя Степанова        | жена Андрея Сергеевича                |
| Вадим Грачёв         | обменщик                              |
| Сергей Голованов     | пожилой обменщик                      |
| Валентина Ушакова    | квартирная хозяйка                    |
| Евгений Марков       | гость на свадьбе                      |

## Съёмочная группа
- Режиссёр: Юлий Райзман
- Автор сценария: Анатолий Гребнев
- Оператор: Николай Олоновский
- Художник-постановщик: Татьяна Лапшина
- Композитор: Александр Беляев

## Из истории съёмок
- На главную женскую роль пробовались Алла Демидова, Светлана Тома, Людмила Савельева.
- На главную роль первоначально был утверждён Владислав Стржельчик. Также пробовались Георгий Жжёнов, Юрий Яковлев и Армен Джигарханян.